# Foers Ibex
Fissore Ibex – terenowy samochód osobowy produkowany przez brytyjską firmę Foers.

## Dane techniczne
- Kąt wejścia (natarcia): 85°[1]
- Kąt zejścia: 75°/58°/40°[1]
- Prześwit: 255 mm[1]